# Печаль (песня)
«Печаль» — песня советской рок-группы «Кино», включённая в сборник «Последний Герой» (вышел в апреле 1989 г. во Франции) и в седьмой студийный альбом «Звезда по имени Солнце» (август 1989 г., Москва). Не раз звучала на концертах группы в последний год существования группы (1991). Студийная запись была сделана в Москве на студии Валерия Леонтьева, сведение трека для альбома «Последний Герой» произведено во Франции.

## Предыстория
История песни «Печаль» Цоя известна по воспоминаниям Олега Ковриги, в 1980-х годах организатора квартирных концертов, позднее директора музыкального издательства «Отделение Выход». В январе 1985 года он устраивал совместный концерт Виктора Цоя и Майка Науменко дома у Александра Несмелова.

Цой и Науменко устроили концерт в квартире Несмелова, и между Витей и хозяином жилища произошло следующее: Витя спрашивает: «Здорово, химия! Как дела?». Саша отвечает: «Да всё нормально: дом стоит, свет горит». Ну и Цой говорит: «О! Это прямо как слова из песни...»
Спустя некоторое время в репертуаре «Кино» появилась композиция с такими словами.
— Олег Коврига

## Участники записи
- Виктор Цой — лид-вокал, ритм-гитара
- Юрий Каспарян — соло-гитара, клавишные
- Игорь Тихомиров — бас-гитара
- Георгий Гурьянов — программирование драм-машины «Yamaha RX-5»

## Видеоклип
Клип на песню «Печаль» был снят в 1989 году. Как и ролики «Звезда по имени Солнце», «Стук» и «Пачка сигарет», он был сделан съёмочной группой программы «Взгляд». Существует также несколько качественных записей концертного исполнения этой песни — съёмки, датированные в основном 1990 годом.

## Известные кавер-версии
Песню «Печаль» исполняли многие рок-музыканты. В частности, она входила в концертный репертуар группы «Ю-Питер», в проекте «КИНОпробы» эту композицию переосмыслила группа «Кукрыниксы». Песню исполняла также Земфира.